# Description géographique et historique des côtes de l'Amérique septentrionale, avec l'histoire naturelle de ce pays

Description géographique et historique des côtes de l'Amérique septentrionale, avec l'histoire naturelle de ce pays est un livre de Nicolas Denys, gouverneur de l'Acadie, publié en 1672.

## Historique
L'ouvrage est écrit entre 1670 et 1672, alors que Nicolas Denys se trouve à Népisiguit, désormais Bathurst, au Nouveau-Brunswick (Canada). Il est publié à son retour en France. Il est considéré comme l'un des ouvrages les plus importants sur l'Acadie du XVIIe siècle. L'auteur ne profite pas financièrement de la publication. Son but avoué est d'attirer des colons en Acadie mais il semble que le livre ne l'encourage pas davantage.

## Description
L'ouvrage compte deux volumes: un premier comportant une description géographique des côtes de l'Acadie et le récit de quelques-unes des aventures de l'auteur. Le second volumes traite de la pêche, des poissons, des ressources naturelles et des Micmacs; il a pour titre Histoire naturelle des peuples, des animaux, des arbres & plantes de l’Amérique septentrionale ; & de ses divers climats: avec une description exacte de la pesche des moluës, tant sur le Grand Banc qu’à la coste ; & de tout ce qui s’y pratique de plus particulier.
Nicolas Denys est peu éduqué, ce qui explique la qualité médiocre du texte.